# Славко Гак
Славко Гак (9. јун 1980) је бивши српски ватерполиста. Каријеру је завршио у децембру 2013. у Радничком из Крагујевца, када је изабран за секретара за спорт Града Београда. Играо је на позицији бека. За репрезентацију Србије је на крају Светског првенства 2009. у Риму одиграо 80 утакмица и постигао 29 голова. Са репрезентацијом Србије освојио је златну медаљу на Светском првенству 2009. у Риму.
Каријеру је почео у Црвеној звезди, а касније играо у више клубова италијанском Бољаску, Будви, Партизану, грчком Вуљагменију, турском Галатасарају...

## Клупски трофеји
- Првенство СР Југославије 2001/02. -  Шампион са Партизаном
- Куп СР Југославије 2001/02. - Победник са Партизаном
- Првенство Србије и Црне Горе 2004/05. и 2005/06. -  Шампион са Јадраном
- Куп Србије и Црне Горе 2004/05. и 2005/06. - Победник са Јадраном
- Куп Црне Горе 2008/09. - Победник са Будвом
- Првенство Србије 2009/10. -  Шампион са Партизаном
- Куп Србије 2009/10. - Победник са Партизаном
- Еуроинтер лига 2009/10. - Победник са Партизаном
- Првенство Турске 2011/12. - Победник са Галатасарајем
- ЛЕН Куп Европе 2012/13. - Победник са Радничким